# Macaca nigra
Macaque nègre
Espèce
Statut de conservation UICN

 CR A2cd : 
En danger critique
Statut CITES
Le macaque nègre (Macaca nigra) est l'une des sept espèces de macaque qui peuplent l'île de Sulawesi en Indonésie.

## Dénominations
L'espèce est appelée macaque nègre, macaque noir ou encore cynopithèque nègre.

## Description
Son faciès très galbé dans le sens convexe et sa crête le rendent reconnaissable entre tous. Le mâle adulte possède d'impressionnantes canines dont il se sert lors des combats.
Son pelage et sa peau sont entièrement noirs comme chez le macaque de Gorontalo (Macaca nigrescens) mais à la différence des cinq autres espèces de l'île de Sulawesi qui présentent des variations argentées ou ocrées dans le pelage. Quelques touffes de poils blancs ou de dépigmentation de la peau peuvent apparaître chez certains individus et le mâle adulte présente une pigmentation rouge des parties génitales.

### Mensurations
Poids
- Mâle : 7 à 10 kg
- Femelle : 5 à 8 kg

Taille
- Longueur tête + corps :
  - Mâle : 520 à 570 mm
  - Femelle : 445 à 550 mm
- Longueur de la queue :
  - Mâle : 20 à 25 mm
  - Femelle : 0 à 20 mm

## Écologie et comportement

### Alimentation
Le macaque nègre se nourrit de plus de 145 espèces de fruit (66 % de son alimentation), de végétation (2,5 %), d'invertébrés (31,5 %) et occasionnellement de proies vertébrées.

### Reproduction

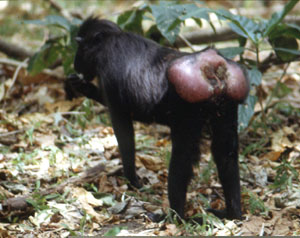
Femelle en œstrus.

Chez le macaque nègre, la reproduction peut avoir lieu toute l'année. Lors des périodes d'œstrus, les femelles arborent un fort gonflement de la zone périnéale. Le mâle dominant du groupe est alors en « consort » avec la femelle, c'est-à-dire qu'il la suit dans tous ses déplacements et a des coïts fréquents avec elle. Les femelles donnent naissance à un seul petit qui reste dépendant de la mère pendant une année au moins. À la naissance, le petit a un pelage noir, seule la tête est glabre et la peau présente une couleur blanc-rosâtre. À 3 mois environ le pelage est apparu sur le sommet du crâne mais la face reste claire. Ce n'est que vers 6 mois que le petit acquiert le faciès sombre caractéristique de l'espèce. Son pelage restera brun foncé uniforme jusqu'à sa maturité sexuelle. La période d'immaturité s'étend jusqu'à l'âge de trois à cinq ans selon le sexe et les conditions d'alimentation.

### Comportement social
Le macaque nègre vit dans la forêt tropicale en bandes mixtes qui comptent souvent plus de 100 individus mais sont pourtant discrètes. 

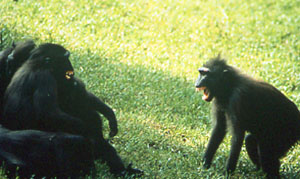
Conflit entre deux macaques.

Au même titre que les autres espèces de macaques de Sulawesi, ce singe possède un système social tolérant. Ce système permet aux individus de nourrir de nombreuses interactions avec tous les membres du groupe ce qui n'est pas le cas chez d'autres espèces de macaques à système social dit despotique comme le macaque rhésus (Macaca mulatta) ou le macaque japonais (Macaca fuscata). Lorsqu’une dispute survient, beaucoup de cris sont émis mais les morsures sont rares. Les entraides, nommées coalitions, sont fréquentes : deux compagnons s'associent pour en attaquer un troisième. En raison du tissu de relations sociales de chaque protagoniste, les disputes deviennent vite assez compliquées. Une soumission ou un apaisement termine généralement le conflit. Il est important de maintenir les relations sociales malgré les désaccords et il n'est pas rare que les adversaires se réconcilient par une étreinte, un toilettage ou une monte non sexuelle. Chez ce macaque, un individu tiers peut venir arrêter la dispute en apaisant l'agresseur.

## Répartition géographique et habitat

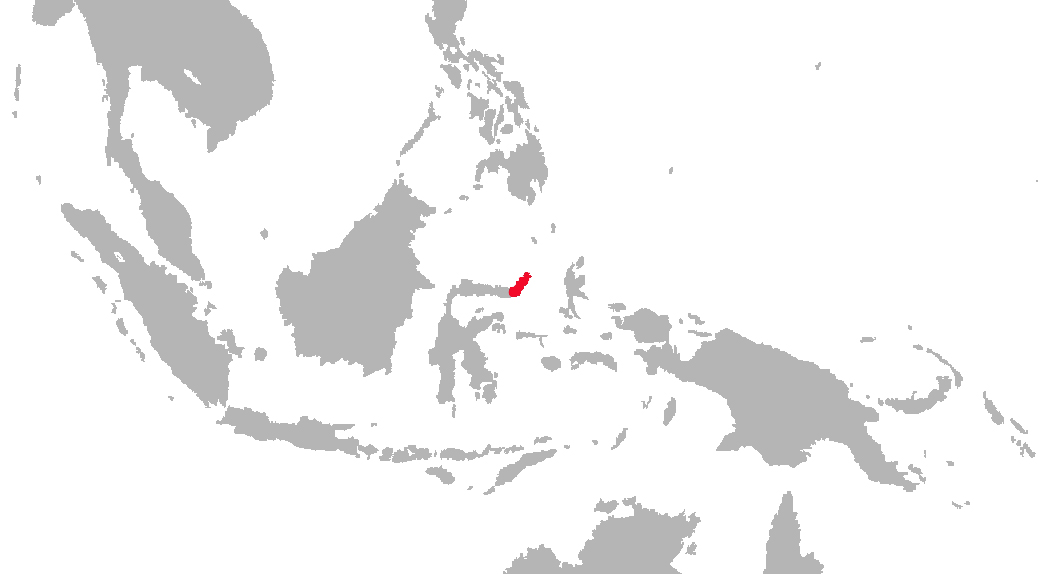
Répartition du macaque nègre en Indonésie.

Le macaque nègre colonise les rares forêts préservées de la presqu'île de Sulawesi du Nord. C'est une espèce semi terrestre dont l'habitat est constitué originellement par la forêt équatoriale humide, primaire ou secondaire située en bordure côtière. Cependant la forêt, dans cette zone, est en forte régression ce qui positionne le macaque nègre parmi les espèces les plus menacées par l'action de l'homme, malgré son extrême adaptabilité aux milieux modifiés.
Dans un habitat préservé, le macaque nègre passe 60 % de la durée du jour à se déplacer et à se procurer de la nourriture et 40 % du temps à se reposer et à entretenir des relations sociales.

## Menaces et conservation

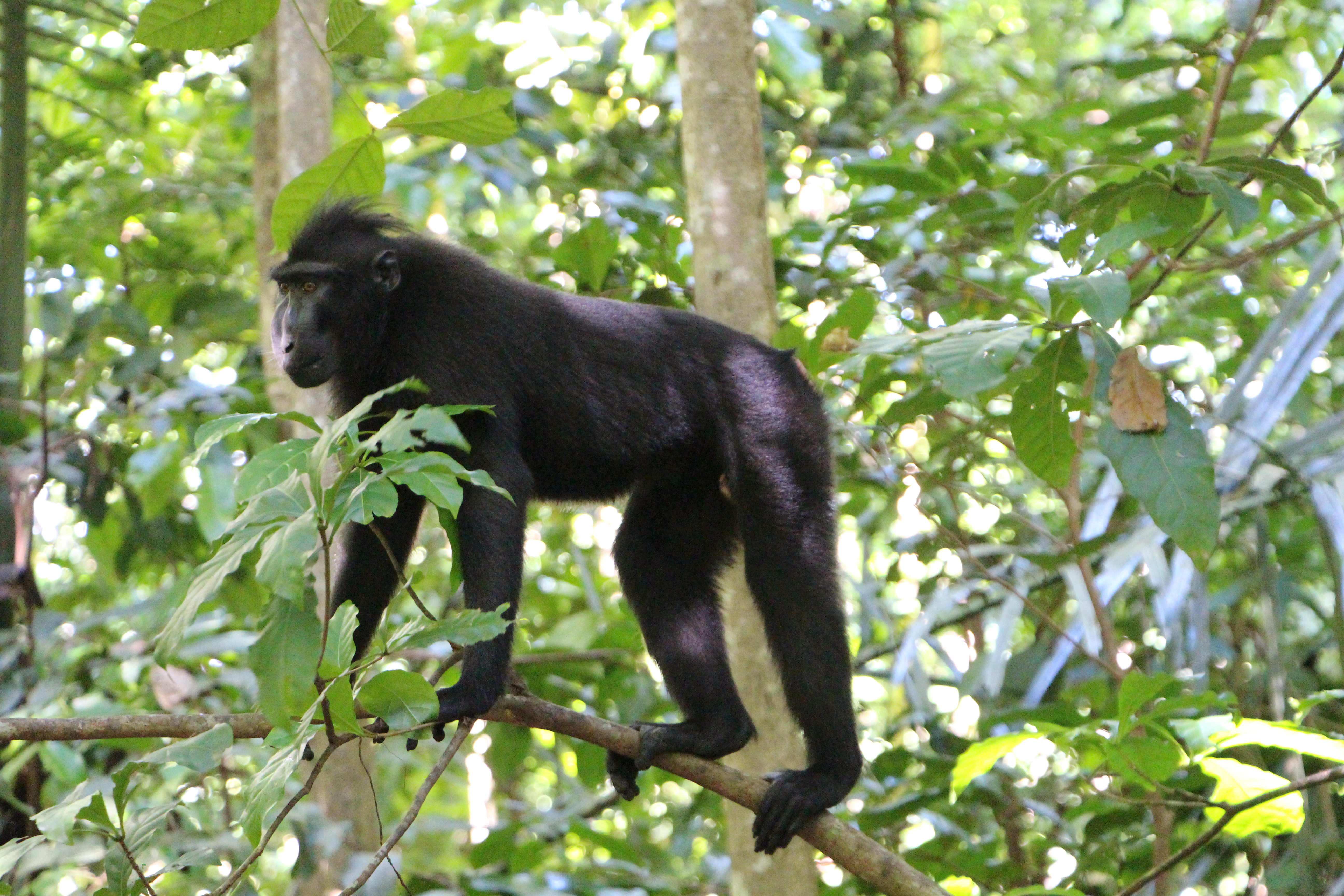
Macaque nègre dans la réserve naturelle de Tangkoko.

Les données disponibles sur l'effectif des populations ne sont pas toujours récentes. 
En 1989, la population la plus viable était celle de la réserve naturelle de Tangkoko Batuangus. 
À cette date, la densité de la population de la réserve était estimée à 76,2 singes/km², soit moins du tiers de ce à quoi elle avait été estimée à la fin des années 1970. 
Dans la réserve de Tangkoko Batuangus, la taille des groupes peut atteindre 100 individus.
Cette espèce fait partie de la liste rouge des espèces menacées de l'Union internationale pour la conservation de la nature (UICN).
Le macaque nègre est une des vingt-et-une espèces de primates d'Asie à avoir été incluse entre 2000 et 2020 dans la liste des 25 espèces de primates les plus menacées au monde (inclus en 2016).

## Controverse

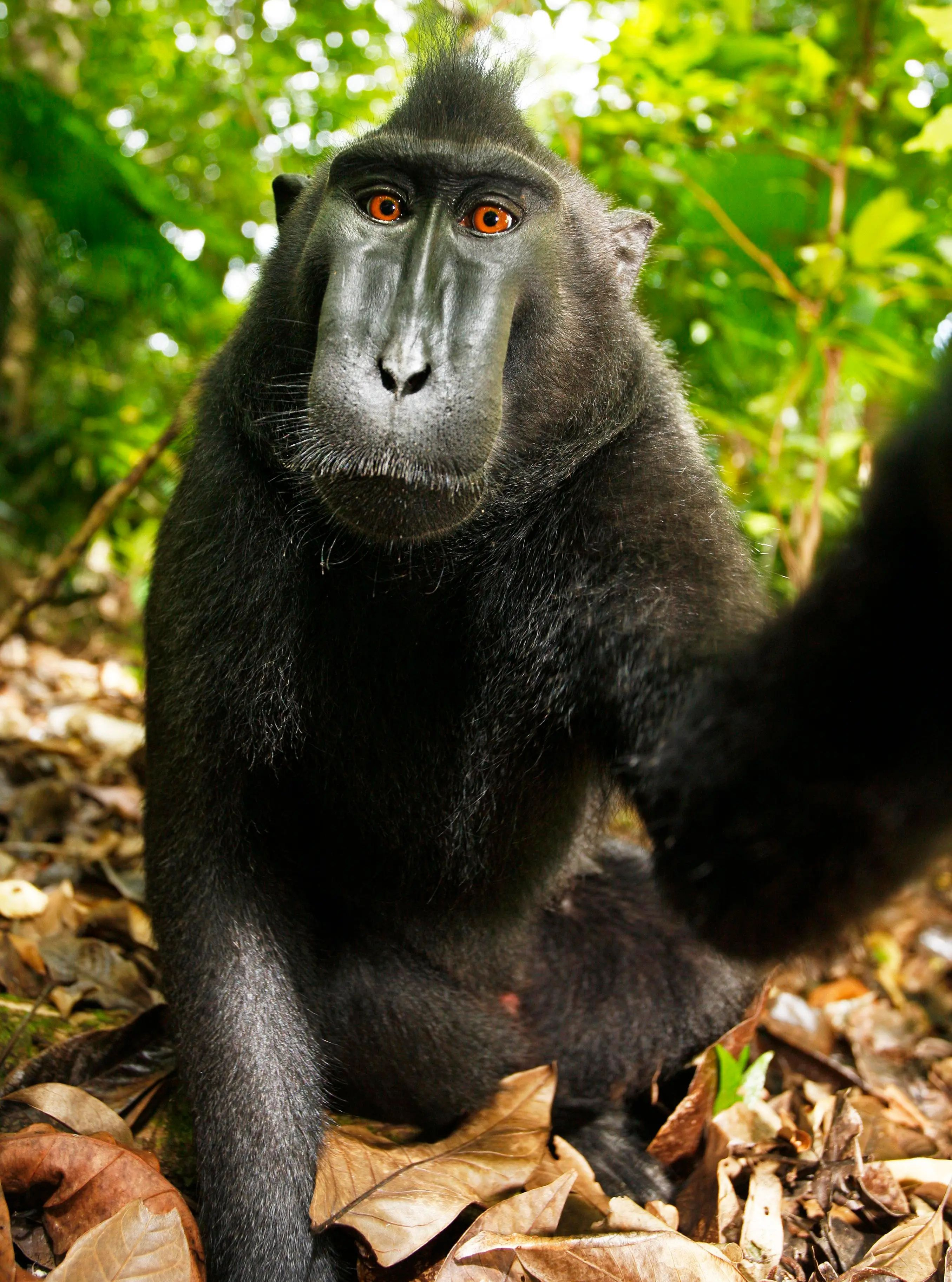
Un des selfies du Macaca nigra.

En 2014, des selfies réalisés par un macaque nègre ayant dérobé l'appareil du photographe britannique David Slater ont suscité un important débat sur la propriété intellectuelle.

### Sources externes
- (en) Mammal Species of the World (3e  éd., 2005) :  Macaca nigra
- (en) CITES : Macaca nigra Desmarest, 1822  (+ répartition sur Species+) (consulté le 22 mai 2015)
- (fr) CITES : taxon  Macaca nigra (sur le site du ministère français de l'Écologie) (consulté le 22 mai 2015)
- (fr + en) ITIS : Macaca nigra (Desmarest, 1822)
- (en) Animal Diversity Web : Macaca nigra
- (en) NCBI : Macaca nigra (taxons inclus)
- (en) UICN : espèce Macaca nigra Desmarest, 1822 (consulté le 22 mai 2015)
- (en) Fonds documentaire ARKive : Macaca nigra